# Platycheirus fenestrata
Platycheirus fenestrata är en tvåvingeart som först beskrevs av Macquart 1842.  Platycheirus fenestrata ingår i släktet fotblomflugor, och familjen blomflugor. Inga underarter finns listade i Catalogue of Life.